# Астрея

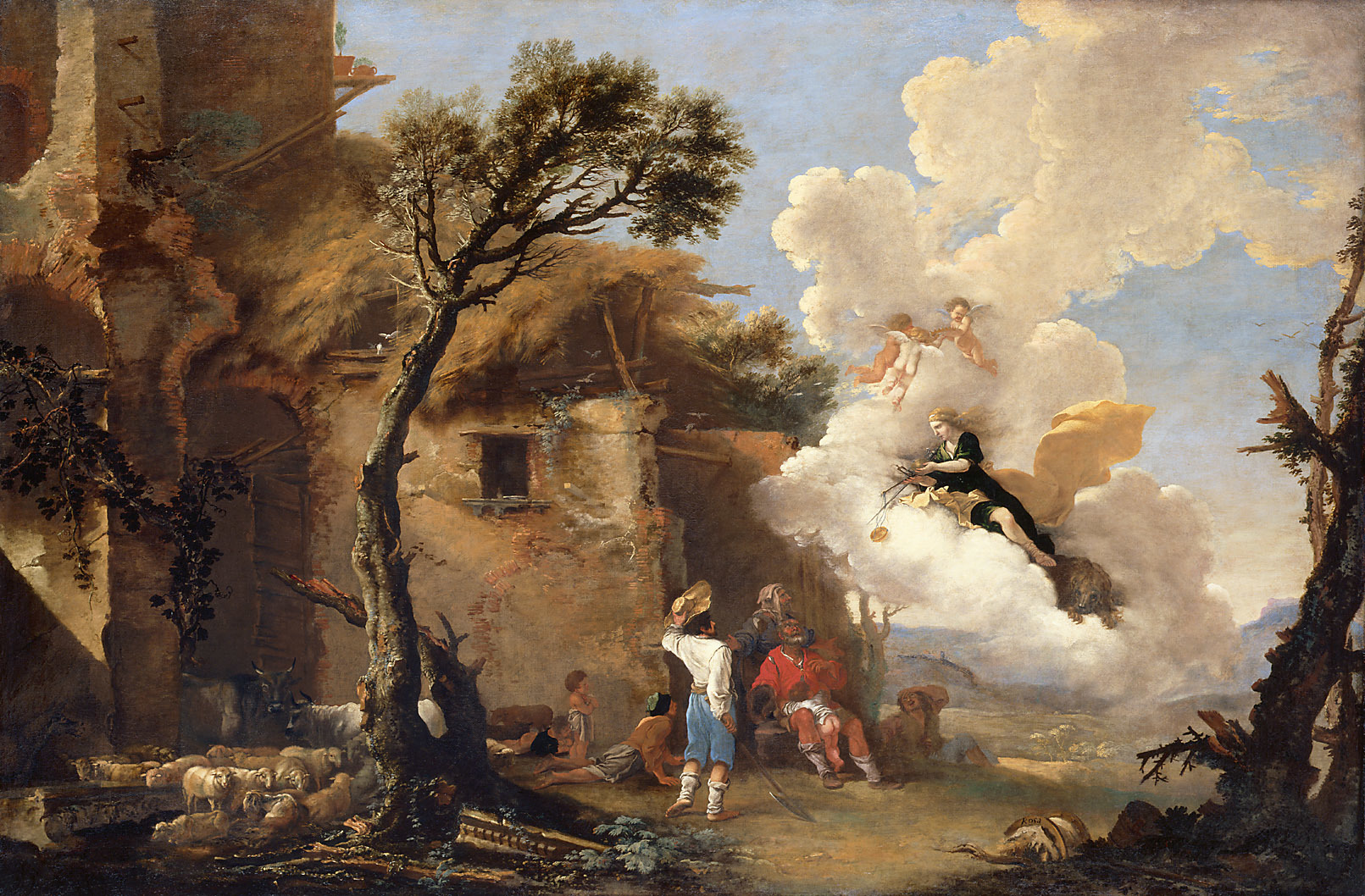
Сальватор Роза: Астрея прощається з пастухами

Астре́я (грец. ᾿Αστραία) — дочка Зевса й Феміди (варіант: Астрея й Еос), богиня справедливості, яка в золоту добу правила світом. Коли зіпсувалися людські звичаї у бронзову добу, Астрея повернулася на небо (Iuvenal. VI 14 — 20) і там перетворилася на сузір'я Діви (Ovid Met. I 149 — 150).

## Міфологія
Астрея і її мати були уособленням справедливості, хоча Астрея також була уособленням невинності і чистоти. Вона тісно пов'язана з грецькою богинею правди і справедливої відплати Діке. Богиня жила на Землі, але потім покинула її, оскільки в неї була відраза від людської жадібності.
Астрея була останньою з безсмертних, що жили з людьми у Бронзову добу (третю добу, після Золотої і Срібної). За словами Овідія, Астрея залишила землю наприкінці Залізної доби. Рятуючись від людства, вона піднялася на небеса, щоб стати сузір'ям Діви. Її терези правосуддя перетворилися на сузір'я Терезів, розташоване поруч.

## Мистецтво
У мистецтві зображалася з терезами в руках та з вінком із зірок. Образ Астреї згадується у творах Івана Котляревського та Миколи Зерова.
Під час європейського Ренесансу, Астрея стала асоціюватися із загальним духом оновлення культури, що відбувався в цей час, особливо в Англії, де вона порівнювалася з фігурою королеви Єлизавети
У переносному значенні Астрея — щаслива пора.